# Deelnemers UEFA-toernooien Gibraltar
Onderstaande tabellen bevatten de deelnemers aan de UEFA-toernooien uit  Gibraltar.

## Mannen
NB Klikken op de clubnaam geeft een link naar het Wikipedia-artikel over het betreffende toernooi in het betreffende seizoen.
| Seizoen | Champions League    | Europa League                             |                                        |
| ------- | ------------------- | ----------------------------------------- | -------------------------------------- |
| 2014/15 | Lincoln Red Imps    | College Europa                            |                                        |
| 2015/16 | Lincoln Red Imps    | Europa FC                                 |                                        |
| 2016/17 | Lincoln Red Imps    | Europa FC                                 |                                        |
| 2017/18 | Europa FC           | Lincoln Red Imps St Joseph's FC           |                                        |
| 2018/19 | Lincoln Red Imps -> | Lincoln Red Imps Europa FC St Joseph's FC |                                        |
| 2019/20 | Lincoln Red Imps -> | Lincoln Red Imps Europa FC St Joseph's FC |                                        |
| 2020/21 | Europa FC ->        | Europa FC Lincoln Red Imps St Joseph's FC |                                        |
| Seizoen | Champions League    | Europa League                             | Europa Conference League               |
| 2021/22 | Lincoln Red Imps    | 0                                         | Europa FC Mons Calpe SC St Joseph's FC |

### Deelnames
08x Lincoln Red Imps FC
08x Europa FC (inclusief College Europa, 1x)
05x St Joseph's FC
01x Mons Calpe SC

## Vrouwen
NB Klikken op de clubnaam geeft een link naar het Wikipedia-artikel over het betreffende toernooi in het betreffende seizoen.
| Seizoen | Women's Cup      |
| ------- | ---------------- |
| 2020/21 | Lincoln Red Imps |
| 2021/22 | Lions            |

### Deelnames
01x Lincoln Red Imps FC
01x Lions
Albanië ·
Andorra ·
Armenië ·
Azerbeidzjan ·
België ·
Bosnië en Herzegovina ·
Bulgarije ·
Cyprus ·
Denemarken ·
Duitsland ·
Engeland ·
Estland ·
Faeröer ·
Finland ·
Frankrijk ·
Georgië ·
Gibraltar ·
Griekenland ·
Hongarije ·
Ierland ·
IJsland ·
Israël ·
Italië ·
Kazachstan ·
Kroatië ·
Kosovo ·
Letland ·
Liechtenstein ·
Litouwen ·
Luxemburg ·
Malta ·
Moldavië ·
Montenegro ·
Nederland ·
Noord-Ierland ·
Noord-Macedonië ·
Noorwegen ·
Oekraïne ·
Oostenrijk ·
Polen ·
Portugal ·
Roemenië ·
Rusland ·
San Marino ·
Schotland ·
Servië ·
Slovenië ·
Slowakije ·
Spanje ·
Tsjechië ·
Turkije ·
Wales ·
Wit-Rusland ·
Zweden ·
Zwitserland

Historie:
DDR ·
Joegoslavië ·
Saarland ·
Sovjet-Unie ·
Tsjecho-Slowakije